# Diospyros australis
Diospyros australis  es el más austral de los 450 ébanos y persimones.

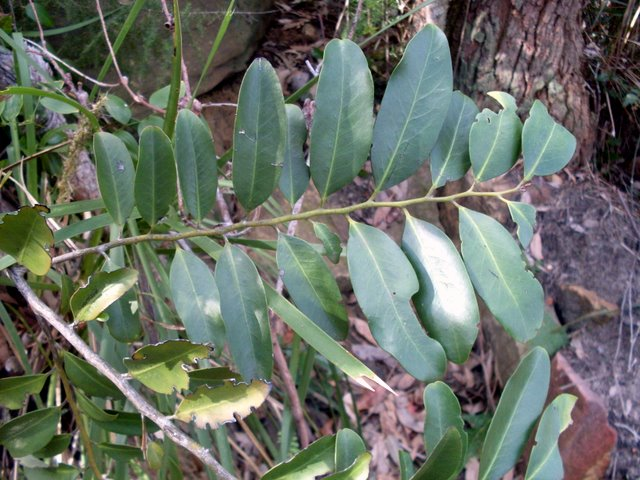
Detalle de las hojas

## Distribución y hábitat
Es un arbusto o árbol pequeño que crece en el bosque lluvioso del este de Australia. Su hábitat es una variedad de diferentes formaciones de selvas y bosques húmedos, sin embargo no se lo ve con frecuencia en los bosques frescos. El rango de su distribución natural es desde Durras Lake (35°S) cerca de  Batemans Bay en el sureste de Nueva Gales del Sur, hasta la localidad de Atherton (17°S) en el trópico de Queensland.
Nombres comunes incluyen ciruelo negro (black plum), persimón amarillo (yellow persimmon) y ciruelo gris (grey plum); o Booreerra por los aborígenes.

## Descripción
Es un árbol pequeño atractivo, raramente alcanza una altura de 20 metros y un diámetro del tronco de 25 cm. El follaje teñido de amarillo y las bayas negras hacen su identificación relativamente fácil.
La base del árbol no está rebordeada ni ensanchada. La corteza en el tronco cilíndrico es gris o negruzca, con arrugas, abolladuras y líneas. Las hojas son amarillas o verde amarillentas en el envés con una prominente vena central. Las hojas son alternadas, lisas, con los bordes lisos, elípticas u oblongas de 4 a 10 cm de largo. Los tallos de las hojas miden de 2 a 5 mm de largo.
Las flores aparecen entre octubre y diciembre; son de color verde cremoso y tienen 4 pétalos. Las flores femeninas son más grandes que las masculinas.
El fruto madura entre los meses de febrero a julio, Es una baya negra brillosa elíptica de 12 a 20 mm de largo. Alrededor de la base de baya hay cuatro o, a veces, cinco sépalos verdes lobulados. Hay una sola semilla en cada fruto, rodeada por un arilo comestible rosa.
La germinación de la semilla fresca es lenta pero confiable. Después de tres meses, germinan la mayoría de las semillas.

## Usos
Las bayas son comestibles, similares a ciruelas, y se utilizan en la comida bush food.

## Taxonomía
Diospyros australis fue descrita por (R.Br.) Hiern  y publicado en Transactions of the Cambridge Philosophical Society 12: 54. 1873.
Etimología
Diospyros: nombre genérico que proviene de (διόσπυρον) del griego Διός "de Zeus" y πυρός "grano", "trigo" por lo que significa originalmente "grano o fruto de Zeus". Los autores de la antigüedad usaron el vocablo con sentidos diversos: Teofrasto menciona un   diósp¯yros –un árbol con pequeños frutos comestibles de huesecillo duro–, el que según parece es el almez (Celtis australis L., ulmáceas), y Plinio el Viejo (27.98) y Dioscórides lo usaron como otro nombre del griego lithóspermon, de líthos = piedra y spérma = simiente, semilla, y que habitualmente se identifica con el Lithospermum officinale L. (boragináceas). Linneo tomó el nombre genérico de Dalechamps, quien llamó al Diospyros lotus "Diospyros sive Faba Graeca, latifolia".
australis: epíteto geográfico que alude a su localización en el sur.
Sinonimia
- Annona microcarpa Jacq.
- Cargillia australis R.Br.
- Diospyros cargillia F.Muell.
- Diospyros microcarpa (Jacq.) Gürke
- Maba cargillia F.Muell.[5]